# Каставей-Кей
Каставей-Кей (англ. Castaway Cay, рус. Риф кораблекрушения) — частный остров государства Багамские Острова. Прежнее название острова — Горда-Кэй. Остров вытянут с севера на юг на 3,7 километра, максимальная ширина — 2,3 километра, площадь — около 4 км², наивысшая точка — 9 метров над уровнем моря. В истории круизов Каставей-Кей был первым частным островом, имевшем причал для океанских лайнеров.
На острове расположен аэропорт (одна асфальтовая ВПП длиной 945 метров), который по назначению не используется, а служит лишь дорогой от порта к пляжу «для взрослых». Проложена сеть велосипедных и пешеходных дорожек, туристов по острову возит автобус, делающий четыре остановки.

## История
Первые упоминания об острове относятся к началу XVIII века: он лежит чуть севернее морских торговых путей того времени, поэтому, скорее всего, посещался пиратами. В 1950-х годах два кладоискателя из Нассау решили это доказать и отправились на остров, и на отмели обнаружили три старинные монеты и серебряный слиток массой почти 33 килограмма. Вероятнее всего, это часть сокровищ, которые вёз корабль «Сан-Педро», потерпевший кораблекрушение неподалёку в 1733 году.
В XX веке на острове сезонно проживали фермеры, которые брали в аренду землю у правительства Багам, и основали на южном берегу острова крохотное поселение. Фермеров влёк сюда тот факт, что почва острова плодородная и почти без камней, а сам он не длинный и узкий, как большинство островков республики, а относительно прямоугольный.
В 1960-х годах бизнесмен Алвин Такер приобрёл 15 % (чуть более 0,6 км²) острова. Он построил здесь аэропорт, но к 1980-м годам был вынужден продать остров, так как его, в основном из-за хорошей взлётно-посадочной полосы, присмотрели себе торговцы наркотиками, переправлявшие свой груз из Латинской Америки во Флориду. Полиция помочь бизнесмену не смогла. Остров у Такера приобрёл через подставную фирму, как выяснилось позднее, некий Фрэнк Барбер, и в начале 1980-х годов очевидцы рассказывали, что на аэродром острова, как правило ночью, садилось до шести самолётов в сутки. Барбер стал нарко-королём на своём острове. Кроме торговли наркотиками Барбер мечтал сделать из острова курорт, даже начал соответствующее строительство, но в 1983 году был арестован, получил пять лет тюрьмы и вскоре умер в заключении. После смерти Барбера поток наркотиков, переправляемых через остров, практически иссяк.
С 1997 года остров отдан в аренду на 99 лет компании The Walt Disney Company.

## The Walt Disney Company
С 1997 года остров отдан в аренду на 99 лет компании The Walt Disney Company, которая 30 июля 1998 года открыла здесь тематический парк развлечений, переименовав остров в Риф кораблекрушения. По словам Disney, компания за 18 месяцев потратила 25 миллионов долларов на превращение острова в курорт-аттракцион. С морского дна было поднято 50 000 вагонов песка для обустройства пляжей. На острове расположен порт, принадлежащий Disney Cruise Line, там базируются четыре корабля: Disney Wonder, Disney Magic, Disney Dream и Disney Fantasy — для того, чтобы эти лайнеры могли причаливать к острову, был вырыт канал длиной 520 метров, шириной до 120 метров и глубиной 11 метров. Из всей площади острова используются только 0,22 км², остальная его территория остаётся практически нетронутой. На острове постоянно проживают от 70 до 145 сотрудников парка развлечений.
В парке Каставей-Кей присутствуют водные горки, бары, магазины, три пляжа (для детей 3—12 лет, семейный и только для взрослых), прокат велосипедов, гидроциклов, катамаранов, лодок с прозрачным дном; есть акватории для сноркелинга и парасейлинга, волейбольные и баскетбольные площадки. На острове имеется собственное почтовое отделение, где можно приобрести «диснеевские» марки. Под водой в зоне сноркелинга на дне покоятся две подводные лодки из закрытого ныне аттракциона 20,000 Leagues Under the Sea: Submarine Voyage, а с 5 июля 2006 года до 2010 года на рейде стоял корабль «Летучий голландец» из фильмов серии «Пираты Карибского моря».
- «Летучий голландец» из фильмов серии «Пираты Карибского моря»
- Один из пляжей острова, на заднем плане — Disney Magic
- Вид на порт острова с круизного лайнера
- Велодорожка острова